# Stachys biflora
Stachys biflora là một loài thực vật có hoa trong họ Hoa môi. Loài này được Hook. & Arn. miêu tả khoa học đầu tiên năm 1833.